# یعقوب رضازاده
یعقوب رضازاده نظامی و سیاستمدار  ایرانی و نماینده دوره  یازدهم و دوازدهم مجلس شورای اسلامی است. وی در یازدهمین انتخابات مجلس شورای اسلامی که در تاریخ ۲ اسفند ۱۳۹۸ برگزار شد، با کسب ۲۴ هزار و ۷۶۷ رأی، از حوزهٔ انتخابیهٔ سلماس به مجلس راه یافت.